# Флаг Петрозаводска
Флаг Петрозаво́дского городско́го о́круга (карел. Petroskoin linnupiirin fluagu) — официальный, конвенциональный (условный) опознавательно-правовой знак, являющийся символом города Петрозаводска Республики Карелия Российской Федерации наряду с гербом.

## Статус
- До 15 ноября 2004 года — флаг муниципального образования «Город Петрозаводск»
- До 16 мая 2007 года — флаг Петрозаводского городского поселения
- С 16 мая 2007 года — флаг Петрозаводского городского округа

## Описание
Флаг Петрозаводска и Положение о нём утверждены IX сессией городского совета XXIV созыва (решение №XXIV/IX-175) 1 марта 2001 года. Эскиз разработан главным художником города Николаем Тришковым. Официальное описание флага:
Флаг города Петрозаводска представляет собой прямоугольное полотнище бело-синего цвета, на котором в левом верхнем углу изображён герб города Петрозаводска. Отношение ширины флага к его длине 2 : 3. Ширина герба составляет 1/4 от длины флага, расстояние от левого края флага до герба равно 1/2 ширины герба, расстояние от верхнего края флага до герба равно 1/4 ширины герба. Ширина волнообразной синей полосы составляет 1/5 часть ширины флага и расположена в нижней части